# 팬택 베가 LTE M
팬택 스카이 베가 LTE M(Pantech SKY VEGA LTE M)은 2011년 12월 12일에 출시된 팬택의 스마트폰이다. 스카이 베가 LTE의 후속 기종이다.SK텔레콤, KT 전용 모델로 출시되었다.

## 운영 체제/소프트웨어

### 안드로이드 4.0.4 아이스크림샌드위치
2012년 9월에 4.0.4 아이스크림 샌드위치 업그레이드를 실시했다.

### 안드로이드 4.1.2 젤리빈
2013년 12월 18,19일에 각각 SKT와 KT 젤리빈 4.1.2 업그레이드를 실시했다.

## 색상
- 블랙
- 화이트
- 브라운

## 특수 기능

### 모션 인식
터치를 하지 않아도 손동작을 인식하여 손동작만으로 사용할 수 있다.